# 冯骥
冯骥（1919年6月—2015年5月11日），原名梁梦兰，字馨伯，曾用名梁品清，男，直隶（今河北）南宫人，中华人民共和国政治人物，曾任中华人民共和国商业部副部长。